# Nurungdzsi
A nurungdzsi (hangul: 누룽지, RR: nurungji) az edény alján ropogósra sült, odaégett rizsből készített étel megnevezése Koreában. Amikor hagyományos módszerekkel főzik a rizst, az edény legalján általában egy enyhén megégett réteg keletkezik. Ez az állapot a nurun (nureun) (눌은). Fogyasztják nassolnivalóként, de forró vízzel felöntve levest vagy teát is készítenek belőle. A különféle rizses egytálételek (pibimbap (bibimbap), kimcshi pokkumbap (kimchi bokkeumbap)) készítésekor a serpenyő alján maradt ropogós rizsréteget is így nevezik. Mivel az elterjedt elektromos rizsfőzőkben nem ég le a rizs, előre csomagolva is kapható nurungdzsi (nurungji) az üzletekben, de ilyen ízű cukorkát is gyártanak.
Koreán kívül számos ázsiai országban léteznek hasonló ételek, Japánban az okoge, Kínában a kuopa (guoba), Vietnamban a cơm cháy, Indonéziában a rengginang.

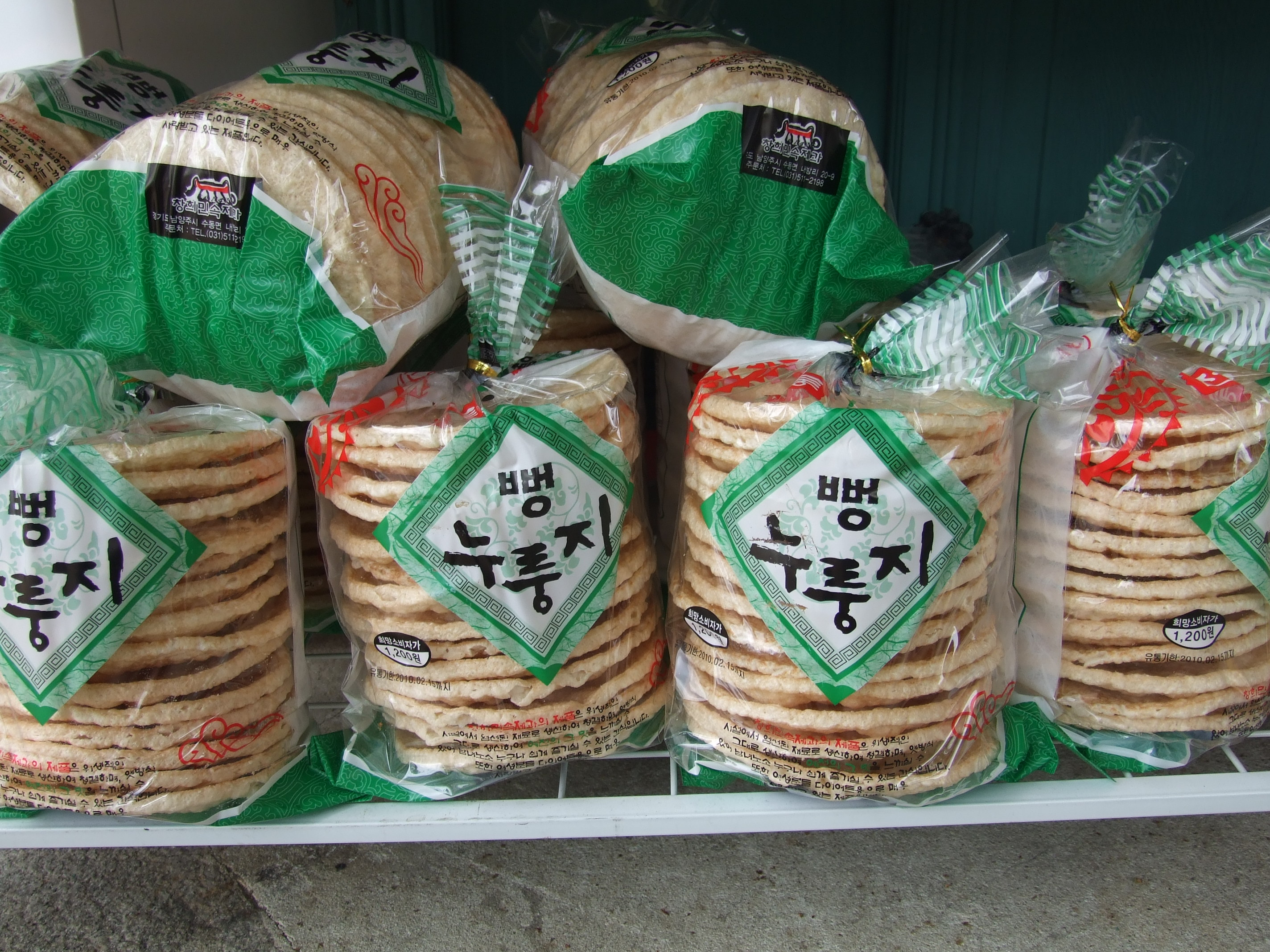
csomagolt bolti nassolnivalóként
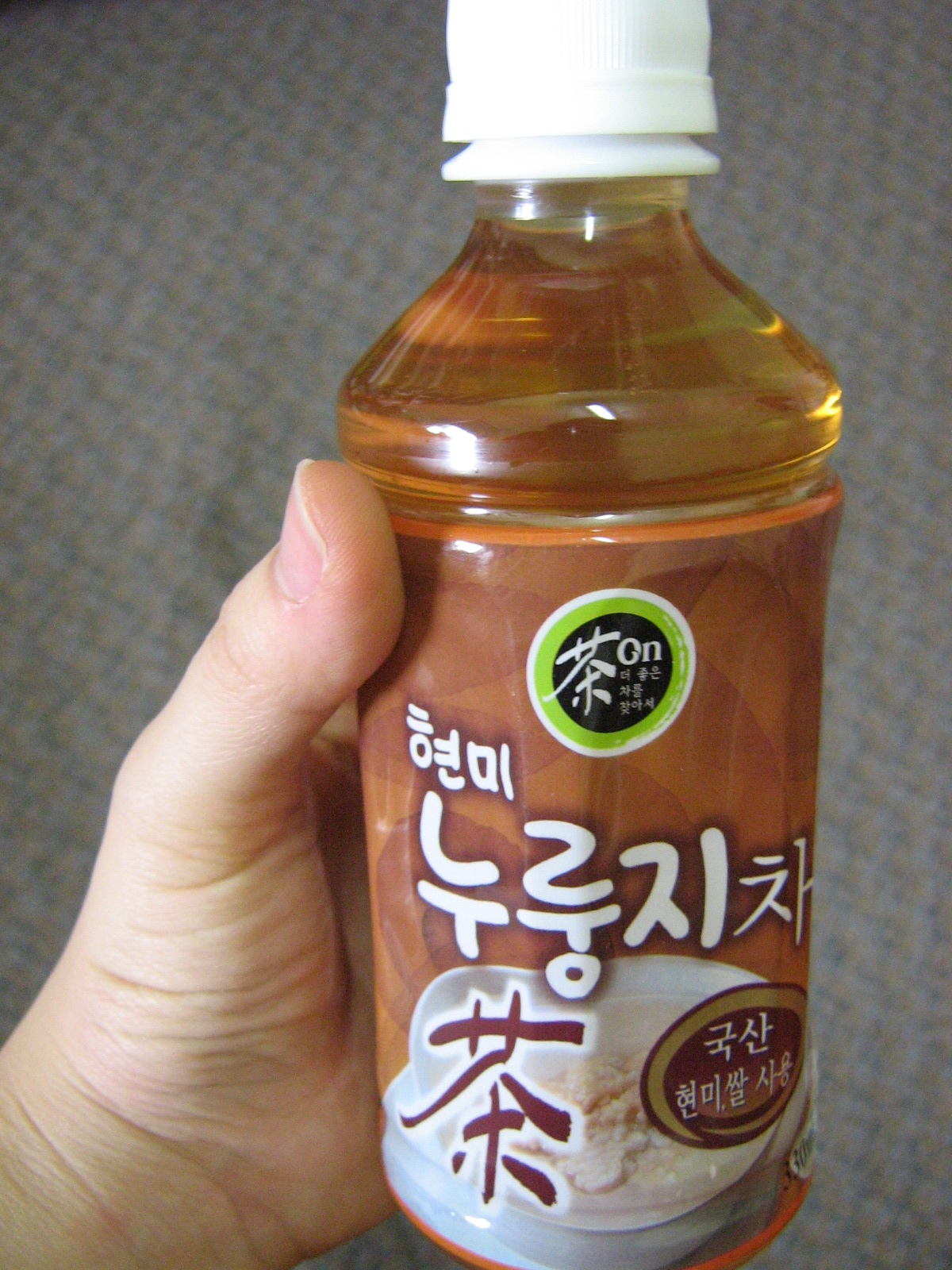
teaként